# Scaphotettix agumbensis
Scaphotettix agumbensis är en insektsart som beskrevs av Chandrasekhara A. Viraktamath och Mohan 1993. Scaphotettix agumbensis ingår i släktet Scaphotettix och familjen dvärgstritar. Inga underarter finns listade i Catalogue of Life.